# أرغول (جنس)
أرغول أو قمل الشبوط أو قمل السمك (الاسم العلمي Argulidae)، جنس دويبات حشرية (طفيلية) من خيشوميات الذيل وفصيلة الأرغولية.